# Набі Уларе
Набі Уларе (фр. Naby Oularé, нар. 6 серпня 2002) — гвінейський футболіст, захисник турецького  «Болуспора» і національної збірної Гвінеї.

## Клубна кар'єра
Народився 6 серпня 2002 року. Займався футболом на батьківщині за «Сантоба». 2021 року перебрався до Туреччини, приєднавшись до системи «Болуспора». У дорослому футболі дебютував 2022 року виступами за головну команду турецького клубу.

## Виступи за збірні
2019 року дебютував у складі юнацької збірної Гвінеї (U-17), загалом на юнацькому рівні взяв участь у 4 іграх.
2023 року залучався до складу молодіжної збірної Гвінеї. На молодіжному рівні зіграв у 5 офіційних матчах.
Восени 2023 року дебютував в офіційних матчах у складі національної збірної Гвінеї.
2024 року включений до заявки олімпійської збірної Гвінеї для участі у футбольному турнірі на тогорічних Олімпійських іграх у Парижі.
| Дата       | Місто   | Господарі | Результат | Гості  | Турнір            | Голи | Примітки |
| ---------- | ------- | --------- | --------- | ------ | ----------------- | ---- | -------- |
| 21-11-2023 | Абіджан | Ботсвана  | 1 – 0     | Гвінея | Відбір до ЧС 2026 | -    | 68'      |
| Усього     |         | Матчів    | 1         |        | Голів             | 0    |          |